# マディ上原
マディ上原（マディうえはら 1957年9月15日 - 2009年12月22日）は、日本の漫画家。東京都目黒区生まれ。ペンネームはブルース・シンガーのマディ・ウォーターズに由来。
明治学院高等学校卒業。高校時代の漫画同人誌の仲間には西秋ぐりん、なんきんがいた。明治学院大学文学部仏文科中退。
1981年、谷岡ヤスジのアシスタントとなる。1982年『漫画サンデー』でデビュー。アメリカン・アンダーグラウンド・コミックスの影響を感じさせる、独特なギャグ漫画で描く。
1986年、いしかわじゅんの紹介で知り合った漫画家の原律子と結婚したが、のち、離婚。
1990年代後半からは、商業誌での漫画作品の発表は行わなくなっていた。
2009年12月17日、同居人に自宅で倒れているのを発見され、日本赤十字社医療センターに搬送される。22日、脳出血で死去。享年52。翌日、原律子との間との娘を喪主に南青山の善光寺で葬儀が執り行われた。

## 著書
- 『漫姦全席』（笠倉出版、1986）発刊。
- 『決定判』（青林堂、1987年）
- 『お岩』（根本敬との共著、青林堂、1993）